# Lena Sandin
Lena Sandin (née le 8 août 1961) est une joueuse de tennis suédoise, professionnelle dans les années 1980.

## Palmarès

### Titre en simple dames
| No | Date       | Nom et lieu du tournoi                 | Catégorie | Dotation | Surface    | Finaliste        | Score    |          |
| -- | ---------- | -------------------------------------- | --------- | -------- | ---------- | ---------------- | -------- | -------- |
| 1  | 23/02/1981 | Avon Futures of Greenville, Greenville | Futures   | 30 000 $ | Dur (int.) | Roberta McCallum | 7-5, 6-2 | Parcours |

### Finale en simple dames
Aucune

### Titre en double dames
| No | Date       | Nom et lieu du tournoi | Catégorie | Dotation | Surface      | Partenaire       | Finalistes                   | Score    |          |
| -- | ---------- | ---------------------- | --------- | -------- | ------------ | ---------------- | ---------------------------- | -------- | -------- |
| 1  | 05/07/1982 | Casino Cup Hambourg    | Series 1  | 50 000 $ | Terre (ext.) | Elizabeth Ekblom | Pat Medrado Cláudia Monteiro | 7-6, 6-3 | Parcours |

### Finale en double dames
Aucune

## Parcours en Grand Chelem

### En simple dames
| Année | Open d'Australie (janvier) | Open d'Australie (janvier) | Internationaux de France | Internationaux de France | Wimbledon      | Wimbledon     | US Open         | US Open        | Open d'Australie (décembre) | Open d'Australie (décembre) |
| 1980  | n/a                        | n/a                        | 1er tour (1/32)          | Rosalyn Fairbank         | -              | -             | 1er tour (1/64) | M. Navrátilová | -                           | -                           |
| 1981  | n/a                        | n/a                        | 2e tour (1/32)           | Dianne Fromholtz         | -              | -             | -               | -              | -                           | -                           |
| 1982  | n/a                        | n/a                        | 1er tour (1/64)          | Bonnie Gadusek           | -              | -             | 1er tour (1/64) | Andrea Jaeger  | -                           | -                           |
| 1983  | n/a                        | n/a                        | 1er tour (1/64)          | Kim Steinmetz            | 2e tour (1/32) | Kathy Rinaldi | 1er tour (1/64) | Elise Burgin   | -                           | -                           |

À droite du résultat, l’ultime adversaire.

### En double dames
| Année | Open d'Australie (janvier) | Open d'Australie (janvier) | Internationaux de France | Internationaux de France | Wimbledon | Wimbledon | US Open                       | US Open                | Open d'Australie (décembre) | Open d'Australie (décembre) |
| 1981  | n/a                        | n/a                        | 2e tour (1/16) Eva Pfaff | R. Maršíková R. Tomanová | -         | -         | -                             | -                      | -                           | -                           |
| 1982  | n/a                        | n/a                        | -                        | -                        | -         | -         | 1er tour (1/32) K. Skronská   | B. Potter Sharon Walsh | -                           | -                           |
| 1983  | n/a                        | n/a                        | -                        | -                        | -         | -         | 1er tour (1/32) Catrin Jexell | Jill Davis Henricksson | -                           | -                           |

Sous le résultat, la partenaire ; à droite, l’ultime équipe adverse.

### En double mixte
N'a jamais participé à un tableau final.

## Parcours en Coupe de la Fédération
| #                                                                 | Date       | Lieu        | Surface      | Gagnante(s)               | Perdante(s)                 | Score         |          |
|                                                                   |            |             |              |                           |                             |               |          |
| 1979 - 1er tour (groupe mondial) - Israël - Suède - 0 : 3         |            |             |              |                           |                             |               |          |
| 1                                                                 | 30/04/1979 | Madrid      | Terre (ext.) | Lena Sandin               | Hagit Zubary                | 6-3, 6-2      | Parcours |
|                                                                   |            |             |              |                           |                             |               |          |
| 1979 - 2e tour (groupe mondial) - Suède - Tchécoslovaquie - 1 : 2 |            |             |              |                           |                             |               |          |
| 2                                                                 | 30/04/1979 | Madrid      | Terre (ext.) | Hana Mandlíková           | Lena Sandin                 | 6-3, 6-2      | Parcours |
|                                                                   |            |             |              |                           |                             |               |          |
| 1980 - 1er tour (groupe mondial) - Suède - France - 2 : 1         |            |             |              |                           |                             |               |          |
| 3                                                                 | 19/05/1980 | Berlin      | Terre (ext.) | Lena Sandin               | Frederique Thibault         | 6-7, 6-3, 6-4 | Parcours |
|                                                                   |            |             |              |                           |                             |               |          |
| 1980 - 2e tour (groupe mondial) - Suède - Japon - 2 : 1           |            |             |              |                           |                             |               |          |
| 4                                                                 | 19/05/1980 | Berlin      | Terre (ext.) | Kiyoko Nomura             | Lena Sandin                 | 3-6, 7-6, 8-6 | Parcours |
|                                                                   |            |             |              |                           |                             |               |          |
| 1980 - 1/4 de finale (groupe mondial) - Suède - Australie - 1 : 2 |            |             |              |                           |                             |               |          |
| 5                                                                 | 19/05/1980 | Berlin      | Terre (ext.) | Lena Sandin               | Dianne Fromholtz            | 6-2, 6-3      | Parcours |
|                                                                   |            |             |              |                           |                             |               |          |
| 1982 - 2e tour (groupe mondial) - Suisse - Suède - 2 : 1          |            |             |              |                           |                             |               |          |
| 6                                                                 | 19/07/1982 | Santa Clara | Dur (ext.)   | Petra Delhees             | Lena Sandin                 | 6-0, 6-4      | Parcours |
| 6                                                                 | 19/07/1982 | Santa Clara | Dur (ext.)   | Catrin Jexell Lena Sandin | Petra Delhees C. Jolissaint | 4-6, 6-2, 6-3 | Parcours |

## Classements WTA

### Classements en simple en fin de saison
| Année | 1986 | 1987 | 1988 |
| Rang  | 394  | 358  | 469  |

Source : (en) « Classements de Lena Sandin », sur le site officiel du WTA Tour

### Classements en double en fin de saison
| Année | 1987 | 1988 |
| Rang  | 267  | 218  |

Source : (en) « Classements de Lena Sandin », sur le site officiel du WTA Tour